# Dunajská Streda
Dunajská Streda (maďarsky Dunaszerdahely nebo také Duna-Szerdahely, německy Niedermarkt, hebrejsky סרדאהלי‎) je slovenské okresní město v Trnavském kraji, 40 km jihovýchodně od Bratislavy a v centrální části Žitného ostrova, který je částí  Podunajské nížiny. Žije zde okolo 22 639 obyvatel, z nichž se v roce 2011 asi 75 % hlásilo k maďarské národnosti.

## Části města
- Centrum
- Sídlisko Západ
- Sídlisko Sever 1
- Sídlisko Sever 2
- Sídlisko Východ
- Malé Blahovo
- Mliečany
- Čótfa, dříve Csotfa, leží na severním okraji katastrálního území Malé Blahovo, asi tři kilometry na severozápad od obce Jahodná,  v intenzivně využívané zemědělské oblasti Žitného ostrova, v geomorfologické části Pôtonský mokřad, na břehu Malého Dunaje u Klátovského ramene.

## Historie

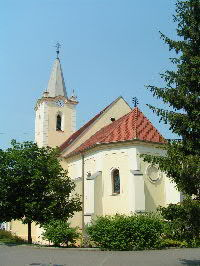
Kostel sv. Jiří

První písemná zmínka o obci pochází z roku 1254, kdy náležela k panství Prešpurk. V 15. a 16. století nastala zlatá doba rozvoje řemesel a obchodu Uherského království. Roku 1574 byla Dunajská Streda prohlášena  královským městem a v letech 1600–1848 patřila rodu Pálffyů. V 18. století se zde začala usazovat početná židovská komunita, a proto se městu v 19. století říkalo Malý Jeruzalém. V roce 1880 mluvilo maďarsky 3 531 ze 4 182 obyvatel a 416 německy (sčítání lidu nerozlišovalo národnosti, ale jazyky); velikost židovské komunity se odhadovala na 1,5–2 tisíce. Při sčítání lidu v roce 1910 deklarovalo maďarštinu jako svůj mateřský jazyk 4 679 z celkového počtu 4 762. 
V 19. století byly k městu přičleněny do té doby samostatné obce Nemešseg (doslova slov. Zemiansky Sek, maď. Nemesszeg), Stredská Nová Ves (maď. Szerdahelyújfalu), Felserská Nová Ves (maď. Félszerújfalu), Bašatejed (doslova slov. Bašove Mliečany, maď. Bassatejed) a Elótejed (doslova slov. Predné Mliečany, maď. Előtejed).  
V roce 1960 byla k Dunajské Stredě přičleněna obec Malé Blahovo (historicky slov. Malý Aboň, maď. Sikabony i Kisabony) a obec Mliečany (doslova slov. Ollého Mliečany, maď. Ollétejed).
Za první světové války byl u Dunajské Stredy zajatecký tábor, ve kterém umřely stovky Rusů. Na základě Trianonské smlouvy se město roku 1919 stalo součástí Československa. V roce 1930 žilo ve městě 2 944 Maďarů, 2 186 Židů, 503 Slováků a 73 Němců. V roce 1938 zde stálo 916 domů a v nich žilo 6 410 obyvatel, z toho 2 734 osob židovského původu.
Dunajská Streda byla v letech 1938 až 1945, na základě první vídeňské arbitráže, součástí Maďarska. V té době došlo k vytvoření židovského gheta a k následné deportaci Židů do koncentračních táborů. Obě synagogy byly zbořeny, na jejich místě stojí nyní pomník obětí holocaustu. 

### Původ názvu
Název města je odvozen od týdenního trhu, který se konal ve středu. Maďarské jméno pro středu (szerda) je odvozeno od slovanského slova sreda = střední, tzn. den uprostřed týdne.

## Doprava
Město leží na železniční trati železniční trati Bratislava–Komárno, která byla vybudována v roce 1895. Z Bratislavy do Dunajské Stredy je vzdálenost po železnici 46 km. S Bratislavou město spojuje silnice 1. třídy I/63 (asi 50 km) a v plánu je dokončení rychlostní silnice R7, jejíž dosud zprovozněná část končí asi 11 km západně od města. 

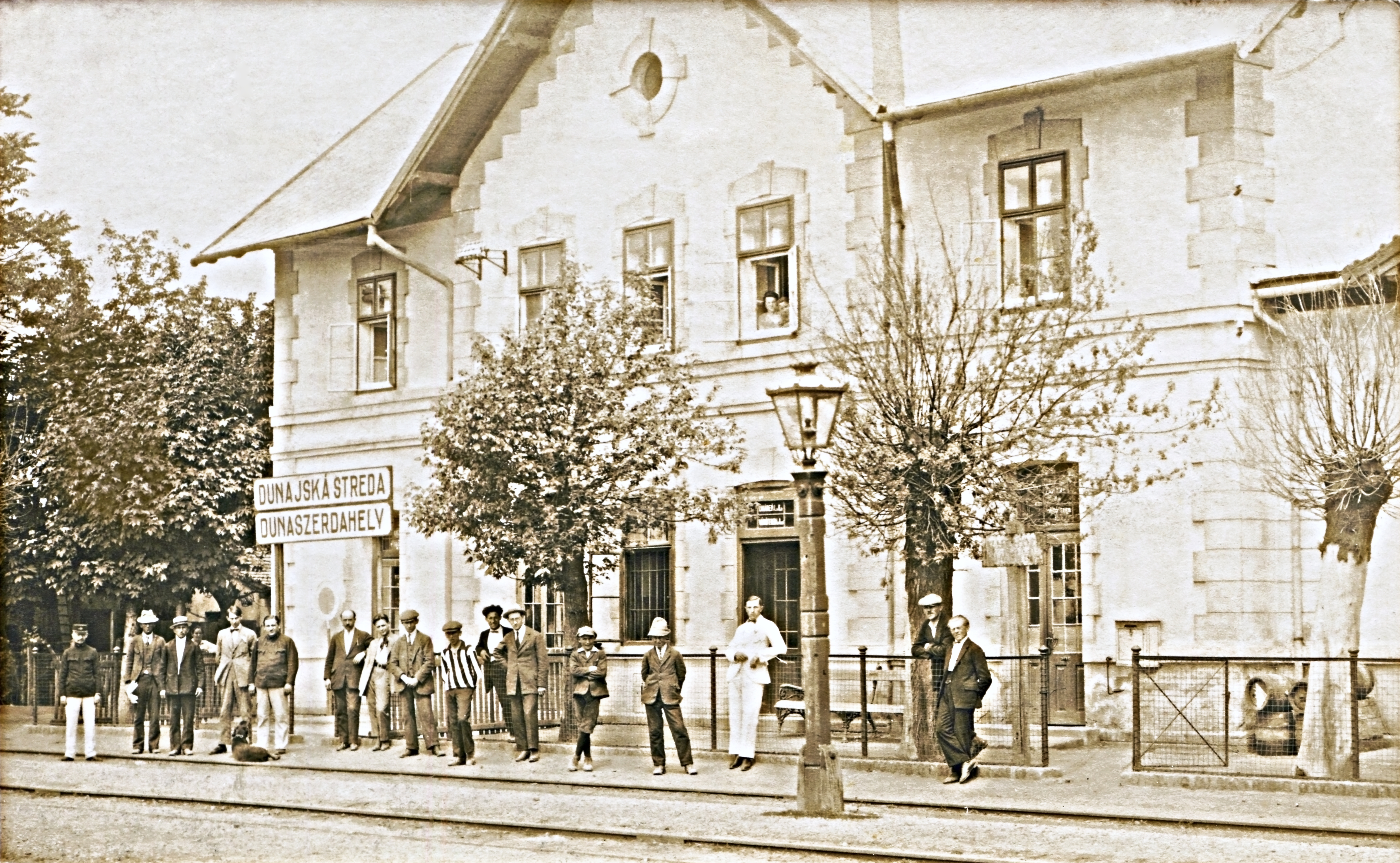
Železniční stanice kolem roku 1930
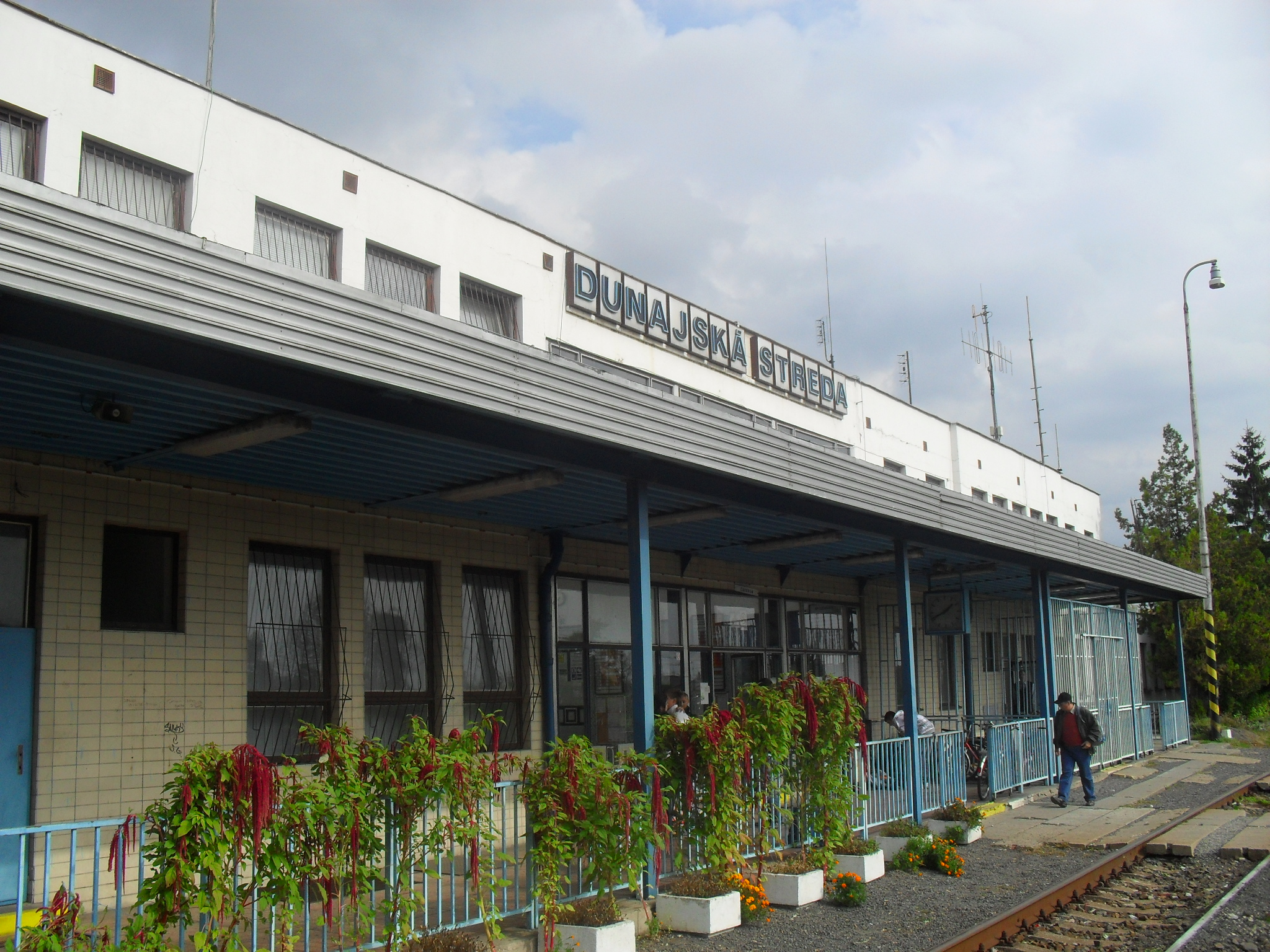
Železniční stanice v roce 2010

## Hospodářství
Dunajská Streda se nachází uprostřed zemědělsky intenzivně využívané oblasti. Kromě rostlinné výroby zde jsou drůbežářské závody. Průmyslová výroba se rozšířila především po druhé světové válce. Hlavní je strojírenství, betonárka, potravinářský průmysl cukrovarnický a konzervárna.

## Památky
- Římskokatolický kostel sv. Jiří – gotického původu, věž ze 13. století, uvnitř gotická freska Snímání z kříže
- Evangelický kostel – novoslohová stavba z let 1863–1883
- Žltý kaštieľ – raně barokní palác z roku 1753, původně rezidence varadínského biskupa Mikuláše Kondé; přestavěn ve stylu neoklasicismu; nyní regionální muzeum Žitného ostrova
- Vermesova vila – nyní galerie současného maďarského umění
- Radnice – moderní přestavbu ve stylu „organického domu“, projektoval maďarský architekt Imre Makovecz
- Sochy na veřejných prostranstvích Kalvárie – klasicistní sousoší z roku 1808; barokní morový sloup sv. Trojice z roku 1777, mariánský sloup z konce 19. století, socha sv. Mikuláše z roku 1785
- Židovský hřbitov vznikl v roce 1740. Je zde pohřben rabín Jehuda Aszád.
- Ruský vojenský hřbitov. V letech 1914–1918 ve místní zajateckém táboře žilo okolo 30 000 zajatců. Asi 1 500 je jich zde pochováno.
- Památník revolučních let 1848 a 1849 zhotovil sochař György Lipcsey v roce 1995 a každoročně se u něj konají městské oslavy.

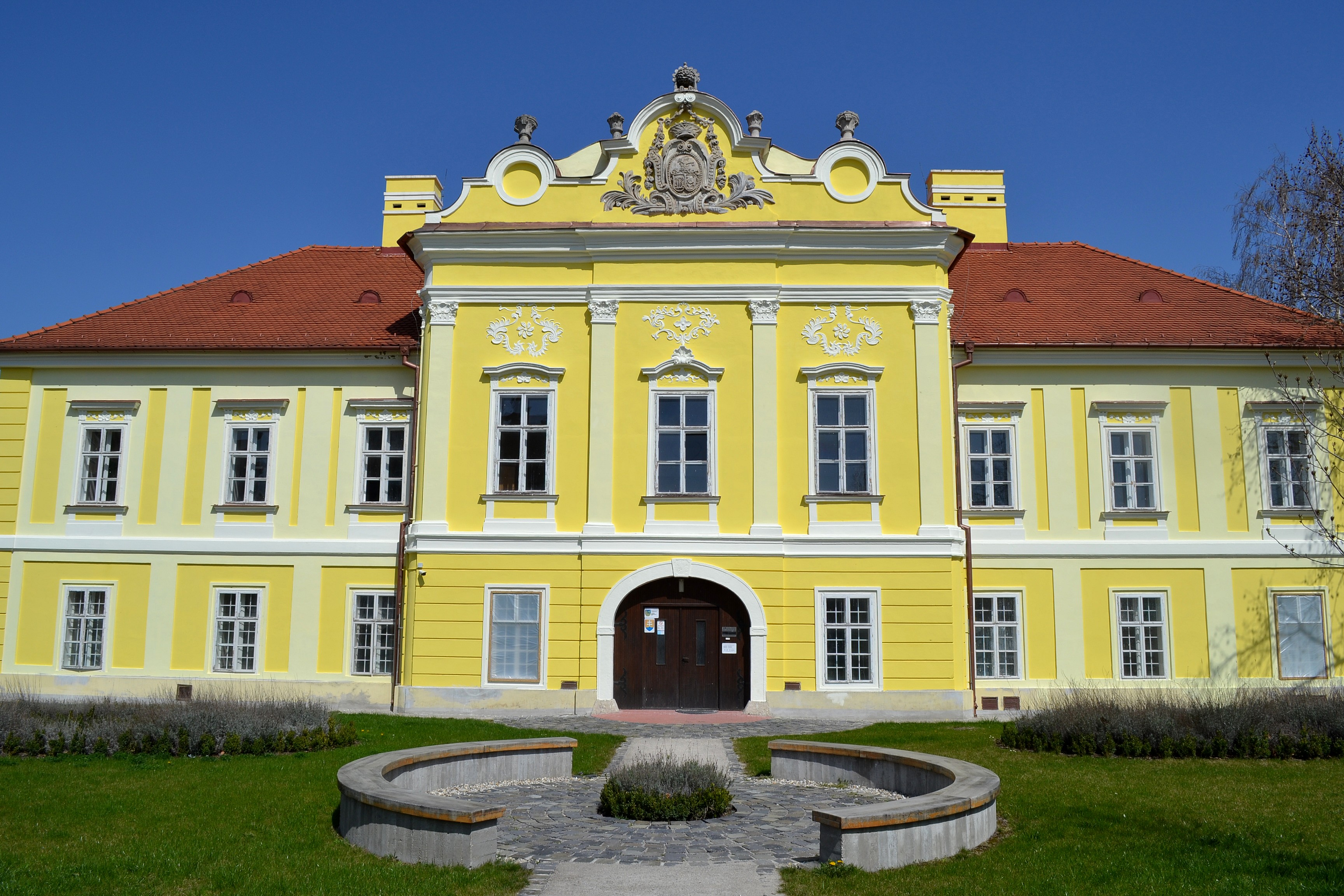
Žltý kaštiel
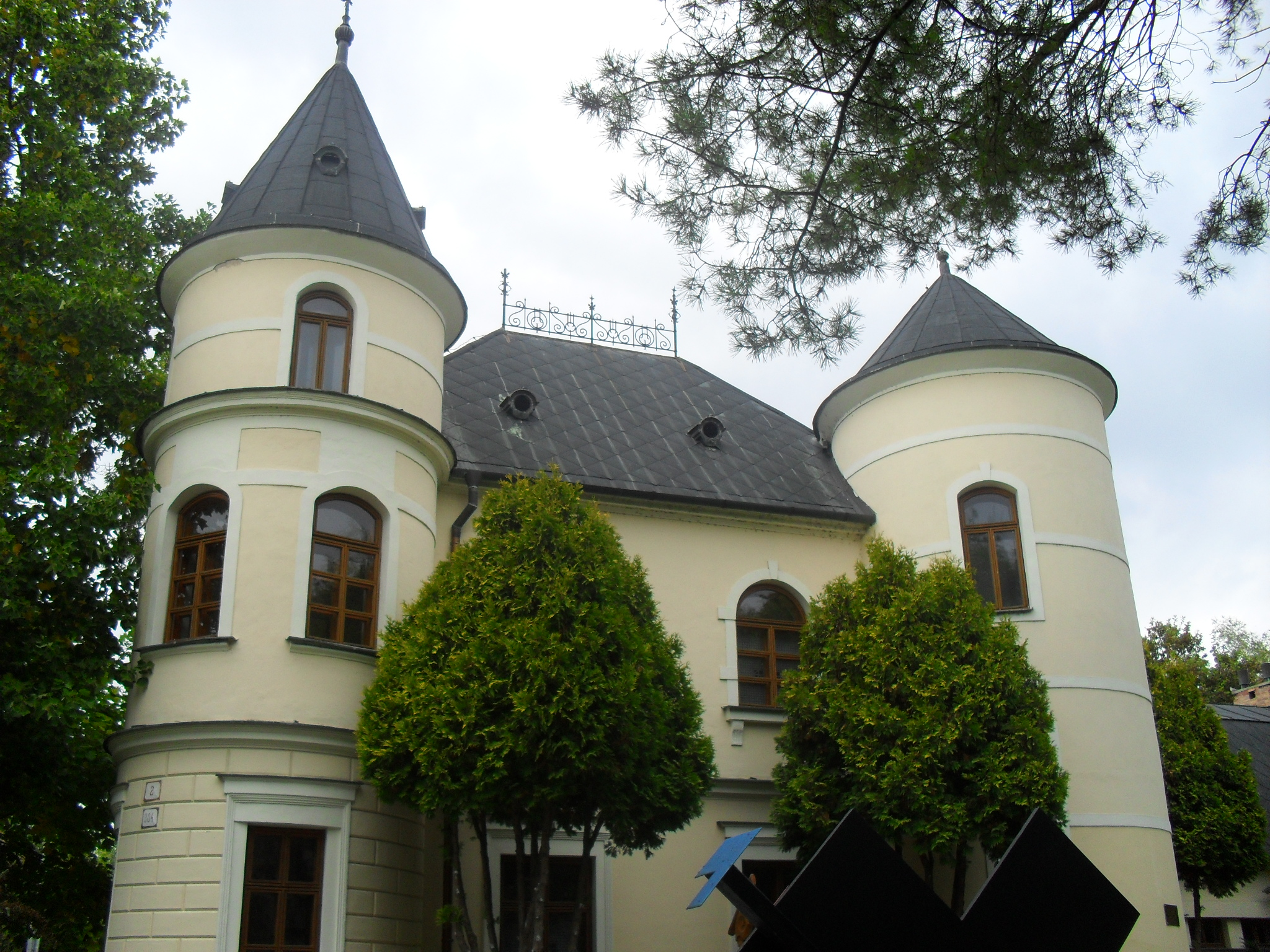
Vermesova vila
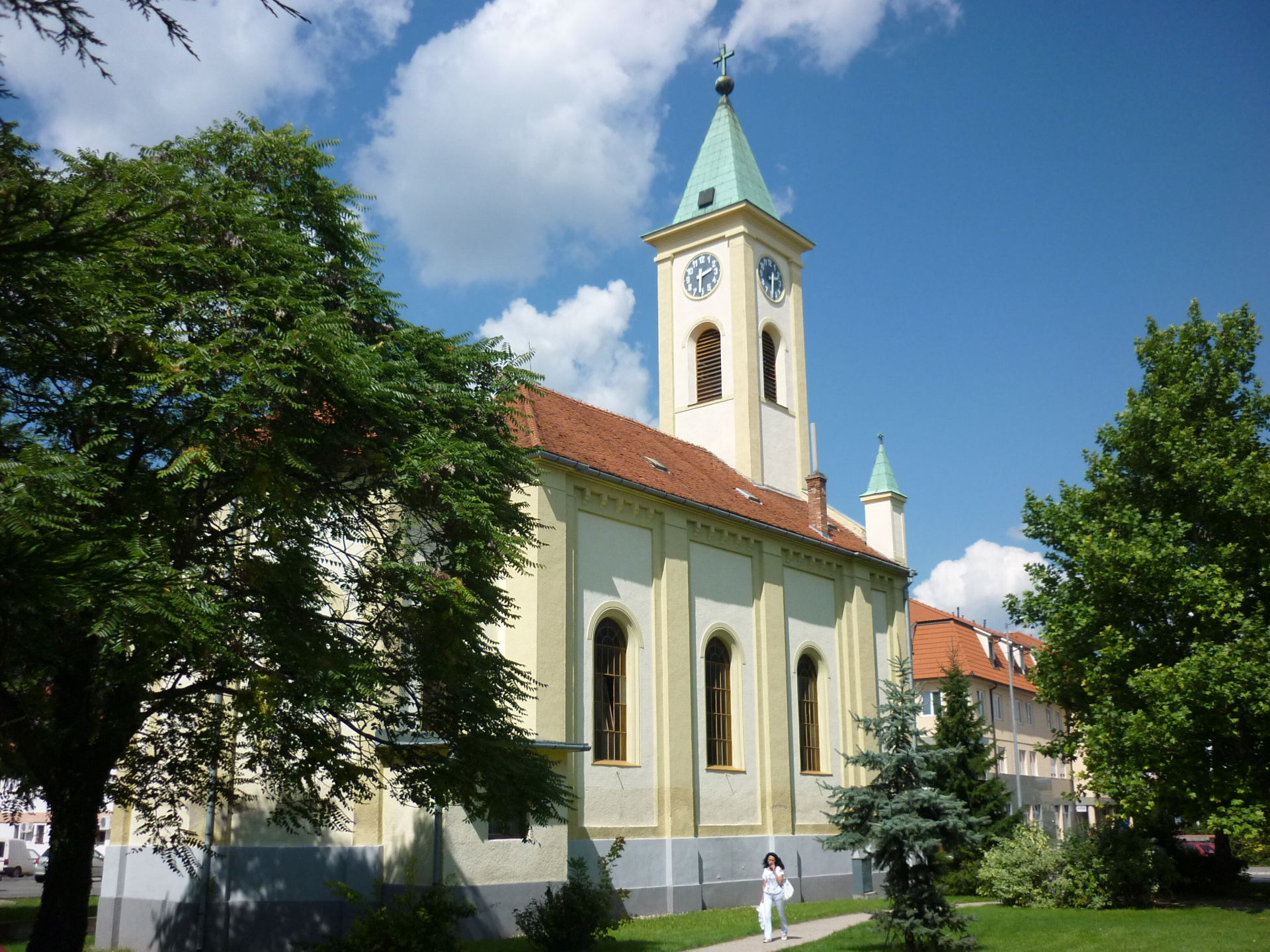
Evangelický kostel
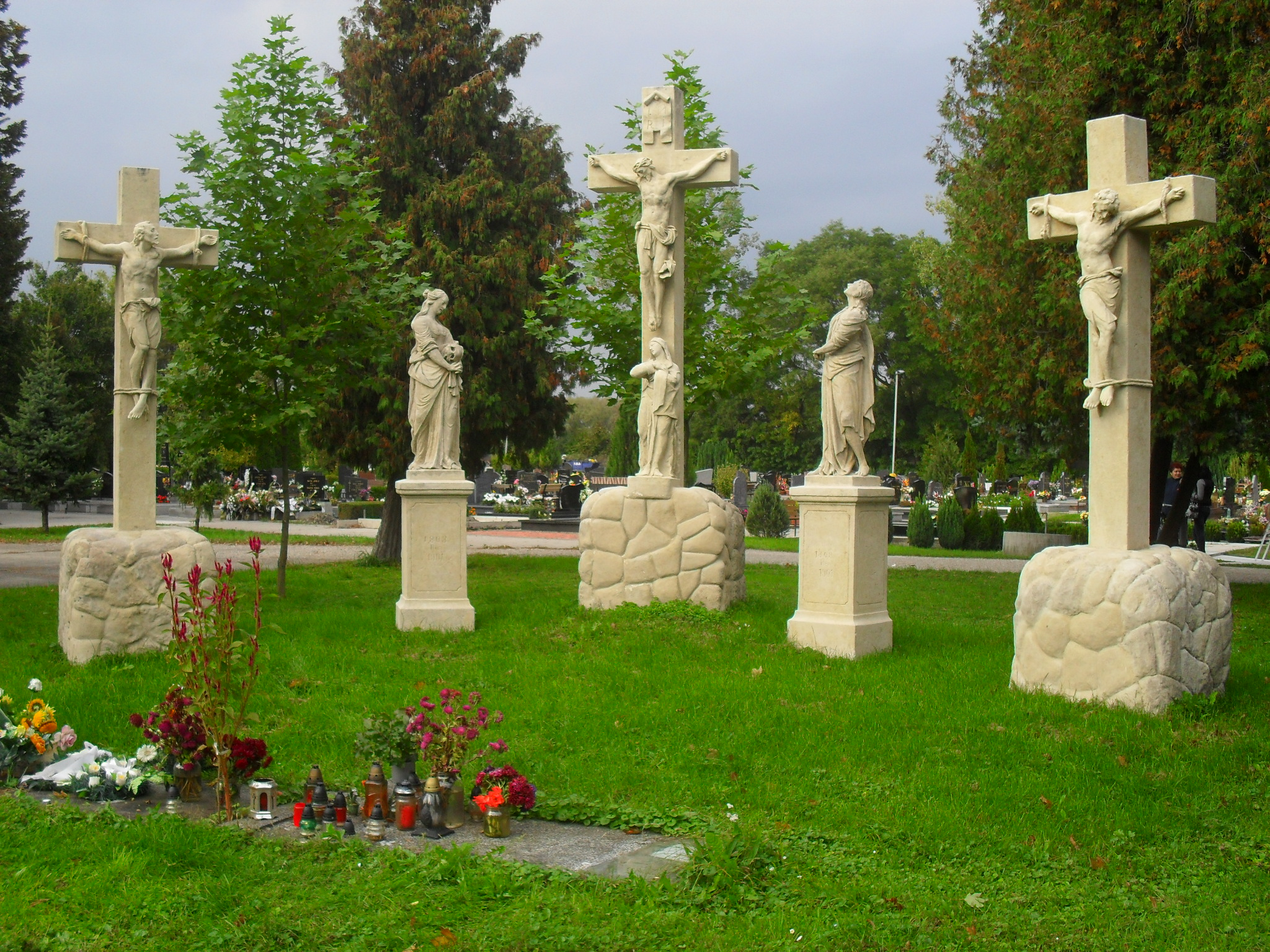
Sousoší kalvárie

## Sport
- prvoligový  fotbalový klub FC DAC 1904 Dunajská Streda

## Osobnosti
- László Bénes (* 1997), fotbalista
- Mária Kolíková (* 1974), ministryně spravedlnosti
- József Nagy (* 1968), slovenský ekonom a politik maďarské národnost
- Peter Nižňanský (* 1956), sochař
- Andrew Steiner (1908–2009), slovensko-americký architekt
- Herman Steiner (1905–1955), slovensko-americký šachista
- László Szigeti (* 1949), dramaturg, novinář, publicista

## Partnerská města
- Berehovo, Ukrajina
- Dalaman, Turecko
- Gödöllő, Maďarsko
- Győr, Maďarsko
- Jimbolia, Rumunsko
- Jindřichův Hradec, Česko
- Odorheiu Secuiesc, Rumunsko
- Senta, Srbsko
- Subotica, Srbsko